# جاز (آلبوم کوئین)
جاز (به انگلیسی: Jazz) نام هفتمین آلبوم استودیویی گروه راک بریتانیایی، کوئین است که در نوامبر سال ۱۹۷۸ منتشر شد. روی توماس بیکر موقتاً به گروه کوئین پیوست و تهیه‌کنندگی آلبوم را بر عهده گرفت. بیکر سه سال قبل از آن و در سال ۱۹۷۵ هم تهیه‌کننده آلبوم شبی در اپرا بود، اما جاز آخرین آلبومی بود که او در تهیه کردن آن با کوئین همکاری کرد. سبک‌های موسیقایی گوناگونی که این آلبوم داشت، باعث شد این آلبوم هم مورد ستایش و هم مورد نقد واقع شود. این آلبوم در جدول موسیقی آلبوم‌های بریتانیا رتبه ۲ و در بیلبورد ۲۰۰ رتبه ۶ را کسب کرد.

## اطلاعات آهنگ‌ها
مصطفی (Mustapha)
آهنگ مصطفی توسط فردی مرکوری نوشته شد و در سال ۱۹۷۹ به عنوان یک تک‌آهنگ منتشر شد. اشعار این آهنگ ترکیبی از زبان‌ها انگلیسی، عربی و فارسی و تعدادی کلمه اختراعی است. برخی از واژه‌های قابل فهم عبارتند از «مصطفی»، «ابراهیم» و جملات «الله، الله، الله، ما تو را پرستش می‌کنیم»، «سلام علیکم»

## حسودی (Jealousy)
آهنگ و ترانه نوشته فردی مرکوری.

## تنها در هفت روز (In Only Seven Days)
آهنگ و ترانه نوشته جان دیکن.